# Спецпідрозділ ФСБ «Вимпел»
Група «Вимпел» або Управління «В» — підрозділ військ спецпризначення у складі Центру спеціального призначення ФСБ Російської Федерації.

## Історія

### Російсько-українська війна
22 жовтня 2014 року загинуло 2 спецпризначенці «Вимпелу»: підполковник Володимир Кузнецов і капітан Роман Стащенко. В 2019 році, на п'яту річницю їх загибелі, в онлайн-спільноті групи «Вимпел» було згадано про їх загибель «при виконанні службового обов'язку». Було також оприлюднено відео з епізодами із життя Стащенка, в тому числі у зоні бойових дій. За припущенням дослідника Necro Mancer, це були реальні кадри боїв з Донеччини, зокрема — з Приазов'я, дослідник Askai точно встановив місце зйомки одного з епізодів — автобусна зупинка біля с. Саханка.
На початку грудня 2014 року в українських ЗМІ повідомлялося, що спецпідрозділ «Вимпел» брав участь у боях за Донецький аеропорт і зазнав там значних втрат. Так, Юрій Бірюков повідомляв про загибель 27 спецпризначенців, Дмитро Тимчук говорив про загибель командира бригади. Євген Найштетик, начальник ПДМШ ім. Пирогова, повідомляв про знищення 32 військовослужбовців спецпідрозділу, Костянтин Лісник зазначав, що це були бійці одного з регіональних управлінь, а не центрального. Тоді ж в українській блогосфері повідомлялося, що генерал-лейтенант ЗСРФ Олександр Лєнцов особисто приїжджав у Донецький аеропорт, щоб домовлятися про те, щоб забрати тіла спецпризначенців «Вимпелу». 18 грудня 2014 року в інтерв'ю підполковник ЗСУ Олександр Василенко «Тополя», який керував обороною старого терміналу до 30 листопада, відповідав на питання журналіста про спецпідрозділ «Вимпел» так:

| Не могу четко сказать – спецназ это был или нет, но подходы, которые были в нашу сторону со стороны противника, в последние дни изменились. Я высоко ценю профессионализм со стороны нападающих и, анализируя их действия как военный, допускаю мысль о том, что это был спецназ. Скоординированные действия, работали по два-три человека, и даже залповый огонь из гранатометов – этому надо было научиться. Люди не один день провели на тренировочных полигонах. Штурмовали здание они красиво. И эти разговоры о спецназе совпали с моими наблюдениями. |
| — підполковник ЗСУ Олександр Василенко, 2014. |

В подальшому про загибель декількох десятків спецпризначенців згадували видання «День» з посиланням на неназваних російських журналістів, видання Факты, Центр «Миротворець» з посиланням на неназваного офіцера СБУ «Альфа», учасники боїв. У 2016 році інформацію про Лєнцова підтвердив підполковник ЗСУ Юрій Поліщук, який під час боїв 2014 року був у складі СЦКК на посаді начальника групи зв'язку:

| Ленцов тогда просил остановить огонь, вывезти тела этих спецназовцев, обещал, что огонь прекратится. Но как только тела спецназовцев вытащили, штурм начался опять. Ну и какой смысл был тогда останавливать эти боевые действия? |
| — підполковник ЗСУ Юрій Поліщук, 2016. |

В 2020 році про участь «Вимпелу», як одного із кадрових російських підрозділів у боях за Донецький аеропорт у 2014—2015 роках, говорив генерал-майор ЗСУ Олег Мікац:

| Наскільки мені відомо, старий термінал саме «Вимпел» і захоплював. Я спілкувався з «Тополем», який командував у старому терміналі, він про це розповів. «Вимпел» тоді зазнав втрат і не йшов через двері. Вони робили накладні заряди на стіни, підривали їх і далі «Шмелями» випалювали кімнату. Так кімната за кімнатою вони зачищали старий термінал. Звичайно, можна було залишитися у старому терміналі і всім героїчно загинути, але кому від цього була б користь? |
| — генерал-майор ЗСУ Олег Мікац, 2020. |

## Втрати
Відомі втрати:
| п/п | Прізвище, ім'я, по-батькові                                             | Звання       | Дата народження | Дата смерті |
| --- | ----------------------------------------------------------------------- | ------------ | --------------- | ----------- |
| 1.  | Кузнецов Володимир Олександрович (рос. Кузнецов Владимир Александрович) | підполковник |                 | 22.10.2014  |
| 2.  | Стащенко Роман Петрович (рос. Стащенко Роман Петрович)                  | капітан      |                 | 22.10.2014  |
| 3.  | Копейкін Антон Геннадійович (рос. Копейкин Антон Геннадиевич)           | підполковник | 06.06.1977      | 22.06.2020  |